# Xitta
Xitta is een plaats (frazione) in de Italiaanse gemeente Trapani.